# Oberhohenberg (Landschaftsschutzgebiet)
Das Gebiet Oberhohenberg ist ein vom damals zuständigen Landratsamt Rottweil am 1. Februar 1953 durch Verordnung ausgewiesenes Landschaftsschutzgebiet auf dem Gebiet der Stadt Schömberg im Zollernalbkreis.

## Lage
Das Landschaftsschutzgebiet Oberhohenberg liegt etwa 1,8 km südöstlich des Schömberger Stadtteils Schörzingen und 1 km westlich von Deilingen-Delkhofen. Es umfasst den gesamten Bergkegel des Zeugenbergs Oberhohenberg, dessen Gipfel mit 1010 m ü. NN der zweithöchste der Schwäbischen Alb ist. Der niedrigste Punkt des Schutzgebiets liegt im Norden auf 861 m ü. NN. Das Gebiet gehört zum Naturraum Hohe Schwabenalb.

## Schutzzweck
Der wesentliche Schutzzweck ist laut Schutzgebietsverordnung der Schutz des Landschaftsbestandteils gegen „Verunstaltung“. Das Landschaftsschutzgebiet wurde in einer Sammelverordnung des damals für Schörzingen zuständigen Landkreises Rottweil unter Schutz gestellt, in welcher der Schutzzweck nicht näher definiert wurde.

## Landschaftscharakter
Der markante Zeugenberg ist größtenteils bewaldet. Im Norden und im Osten des Gebiets gibt es aber auch Offenlandflächen, die teilweise reliktische  Nasswiesen- und Trockenrasen-Vegetation aufweisen. Im Gebiet befinden sich zwei ehemalige Steinbrüche, einer an der Westflanke und einer an der Südflanke des Oberhohenbergs. Die Kuppe des Bergs ist mit einem Blockschuttwald bestockt. Der Westhang der Kuppe wird von einer ca. 10 m hohen Felswand gebildet.

## Zusammenhängende Schutzgebiete
In das Landschaftsschutzgebiet liegt vollständig im Vogelschutzgebiet Südwestalb und Oberes Donautal. Im Norden grenzt das FFH-Gebiet Großer Heuberg und Donautal an.